# Pamela Chopra
Pamela Singh Chopra (Lahore, 19 de febrero de 1948-Bombay, 20 de abril de 2023) fue una cantante de reproducción india. Es la esposa del veterano director de cine de Bollywood, Yash Chopra, además de ser escritora y productora de cine.

## Primeros años de vida
Hija de un oficial del ejército indio Mohinder Singh. Es la mayor de tres hijos, con dos hermanos menores y prima de la actriz Simi Garewal. Dado que su padre estuvo estacionado en varios lugares remotos de la India, Chopra se educó en escuelas militares. El padre de Chopra, Mohinder Singh, y la madre de Garewal, Darshi Garewal, eran hermanos.

## Matrimonio
Pamela se casó con el cineasta Yash Chopra en 1970. Dicho matrimonio fue arreglado por sus familias de la manera tradicional india. Las dos familias tenían una amiga en común, la madre del cineasta Romesh Sharma (productor de Hum ). Sharma contactó a la esposa de BR Chopra y sugirió que Pamela Singh sería 'la novia ideal' para el hermano menor de BR, Yash Chopra. “No se equivocó porque tuvimos un matrimonio maravilloso”, diría Pamela cuarenta años después en una entrevista. La boda se celebraría en 1970.
Tuvo dos hijos, Aditya (1971) y Uday Chopra (1973). Aditya es productor, director de cine y está casado con la actriz Rani Mukerji; y Uday es actor y productor de cine.

## Carrera
Chopra ha incursionado en varios campos relacionados con el cine. Ha cantado varias canciones cinematográficas, todas ellas para las películas de su esposo, desde Kabhie Kabhie (1976) hasta Mujhse Dosti Karoge! (2002). La película de 1993 Aaina fue producida de forma independiente por ella. Pamela coescribió el guion de la película de 1997 de su esposo Dil To Pagal Hai junto con su él, su hijo Aditya Chopra y la escritora profesional Tanuja Chandra. Ha aparecido en pantalla en una sola ocasión: en la canción de apertura "Ek Duje Ke Vaaste" de la película Dil To Pagal Hai, donde ella y su esposo aparecen juntos. Durante su época de estudiante, Pamela aprendió Bharatanatyam, pero nunca ha actuado en público.

## Filmografía

### Cantante de reproducción
| Año  | Película                    | Canción                                                            | Con                                                       | Director de música   |
| ---- | --------------------------- | ------------------------------------------------------------------ | --------------------------------------------------------- | -------------------- |
| 1976 | kabhie kabhie               | "Surkh Jode Ki Yeh Jagmagahat (Saada Chidiya Da Chamba Ve)"        | Lata Mangeshkar, Jagjit Kaur                              | Khayyam              |
| 1977 | Admi Doosra                 | "Angna Ayenge Sanvariya" "Jaan Meri Rooth Gayi"                    | Deven Verma Kishore Kumar                                 | Rajesh Roshan        |
| 1978 | Trishul                     | "Ja Ri Bahena Ja"                                                  | KJ Yesudas, Kishore Kumar                                 | Khayyam              |
| 1979 | Noorie                      | "Ashiq Ho a Aisa Ho (Qawwali)" "Uske Khel Nirale"                  | Mahendra Kapoor, Jagjit Kaur, SK Mahan Jagjit Kaur, Anwar | Khayyam              |
| 1979 | kaala patthar               | "Jaggaya Jaggaya"                                                  | Mahendra Kapoor, SK Mahan                                 | Rajesh Roshan        |
| 1981 | Silsila                     | "Khud Se Jo Vada Kiya Tha"                                         |                                                           | Shiv Hari            |
| 1982 | Bazar                       | "Chale Aao Saiyaan"                                                |                                                           | Khayyam              |
| 1982 | Sawaal                      | "Idhar Aa Sitamgar"                                                | Jagjit Kaur                                               | Khayyam              |
| 1984 | lori                        | "Gudiya Chidiya Chand Chakori"                                     | Jagjit Kaur, Asha Bhosle                                  | Khayyam              |
| 1985 | Faasle                      | "Mora Banna Dulhan Leke Aaya"                                      | Shobha Gurtu                                              | Shiv Hari            |
| 1989 | Chandni                     | "Main Sasural Nahi Jaaungi"                                        |                                                           | Shiv Hari            |
| 1991 | Lamhe                       | "Freak Out (parodia)"                                              | Sudesh Bhonsle                                            | Shiv Hari            |
| 1993 | Dar                         | "Meri Maa Ne Laga Diye"                                            | Lata Mangeshkar, Kavita Krishnamurthy                     | Shiv Hari            |
| 1993 | aina                        | "Banno Ki Aayegi Baraat (Feliz)" "Banno Ki Aayegi Baraat (Triste)" |                                                           | Dilip Sen-Sameer Sen |
| 1995 | Dilwale Dulhania Le Jayenge | "Ghar Aaja Pardesi"                                                | Manpreet Kaur                                             | Jatin–Lalit          |
| 2002 | ¡Mujhse Dosti Karoge!       | "The Medley"                                                       | Lata Mangeshkar, Udit Narayan, Sonu Nigam                 | Raúl Sharma          |

### Otros roles
| Año  | Película                    | Acreditaciones         |
| ---- | --------------------------- | ---------------------- |
| 1976 | kabhie kabhie               | Escritora              |
| 1981 | Silsila                     | Diseñadora de vestidos |
| 1982 | Sawaal                      | Diseñadora de vestidos |
| 1993 | Aaina                       | Productora             |
| 1995 | Dilwale Dulhania Le Jayenge | Productora asociada    |
| 1997 | Dil To Pagal Hai            | Coproductora Guionista |
| 2000 | Mohabbatein                 | Productora asociada    |
| 2002 | ¡Mujhse Dosti Karoge!       | Productora asociada    |
| 2002 | Mere Yaar Ki Shaadi Hai     | Productora asociada    |
| 2004 | Veer-Zaara                  | Productora asociada    |